# تپه قبرستان اصطلخ جان
 تپه قبرستان اصطلخ جان در شهرستان رودبار شمال امامزاده محتشم واقع است. این اثر در تاریخ ۱۶ تیر ۱۳۶۴ با شمارهٔ ثبت ۱۶۹۲ به‌عنوان یکی از آثار ملی ایران به ثبت رسیده‌است.